# 李得天
李得天（1966年6月—），男，汉族，甘肃人，中国航天测试计量技术专家，兰州空间技术物理研究所副所长、研究员、博士生导师，中国工程院院士。